# Северна Алберта
Северна Алберта (енгл. Northern Alberta) је површином највећа географско-политичка регија у канадској провинцији Алберта. 
У јужном делу регије доминира шумостепа јасике која идући ка северу постепено прелази прво у зону тајги а потом у тресаве. На југозападу регије простиру се источни делови географске регије Пис Ривер коју чини плодна прерија у зони око реке Пис. Ово изразито ниско подручје испресецано је бројним водотоцима од којих су најважније реке Пис и Атабаска са својим притокама. Три највећа језера у провинцији налазе се у овој регији. Атабаска и Клер су на североистоку а Мало ропско језеро у јужном делу. У подручју спајања река Атабаска и Пис између језера Атабаска и Клер налази се највећа унутрашња речна делта у Канади (унутрашња делта река Пис и Атабаска). Око 90% целе регије одводњава се преко реке Макензи ка Северном леденом океану. 
Највиши део регије је платоска планина Карибу на северу која се диже до 1.030 метара надморске висине. Управо око ове планине обитавају крда угрожених и заштићених шумских ирваса. Крајњи северозапад регије се налази у оквирима националног парка Вуд Бафало, познатог по највећој концентрацији угроженог шумског бизона у Канади. 
Привреда регије почива на експлоатацији нафте и земног гаса, а од значаја је и експлоатација дрвета.

## Насеља
На подручју северне Алберте налази се једно насеље са статусом града, 19 насеља са статусом вароши, 9 села и 2 општине са специјалним статусом, 2 унапређена и 16 општинских округа.
| Градови - Гранд Прери Вароши - Атабаска - Биверлоџ - Фервју - Фалер - Фокс Крик - Гранд Кеш - Гримшо - Хај Левел - Хај Прери - Менинг - Макленан - Пис Ривер - Рејнбоу Лејк - Сексмит - Слејв Лејк - Спирит Ривер - Свон Хилс - Валивју - Вембли | Села - Бервин (Berwyn) - Бојл (Boyle) - Донели (Donnelly) - Жировил (Girouxville) - Хајнс Крик (Hines Creek) - Хит (Hythe) - Литл Смоки (Little Smoky) - Нампа (Nampa) - Рикрофт (Rycroft) Општине са специјалним статусом - Округ Макензи - Ла Крит (La Crete, заселак) - Вуд Бафало - Форт Чипевјан (заселак) - Форт Макмари (насеље специјалног типа) |  |